# Головей Вікторія Юріївна
Голове́й Вікторія Юріївна — українська докторка філософських наук, професорка, завідувачка кафедри культурології ВНУ ім. Лесі Українки. Сфери наукових інтересів — сакральне мистецтво, феноменологія релігії, сучасні арт-практики, культурологія і антропологія медіа.

## Біографія
Народилася у м. Івано-Франківськ. Навчалася на історичному факультеті Київського державного університету імені Тараса Шевченка і здобула диплом з відзнакою із кваліфікацією історика, викладача суспільствознавчих дисциплін із правом викладання англійською мовою.
Після навчання в аспірантурі захистила дисертацію і одержала вчений ступінь кандидата історичних наук. Працювала на кафедрі філософії та політології Луцького технічного університету, де у 1991 р. отримала атестат доцента. З 1994 р. працює у Волинському національному університеті ім. Лесі Українки.
У 2013 р. захистила докторську дисертацію зі спеціальності 09.00.08 — естетика. У 2016 р. отримала вчене звання професора кафедри культурології та менеджменту соціокультурної діяльності.
З вересня 2014 р. по вересень 2016 р. завідувала кафедрою релігієзнавства. На посаді завідувача кафедри культурології перебуває з листопада 2016 року.

## Головні праці
Авторка понад 130 наукових публікацій, зокрема:
- Сакральне в мистецтві: проблеми образотворчої репрезентації: монографія. — Луцьк: Волин. нац. ун-т ім. Лесі Українки, 2012. — 420 с.
- Метаморфози релігійного мистецтва в епоху Ренесансу // Науковий вісник Східноєвропейського нац. ун-ту ім. Лесі Українки. — Серія «Філософські науки». — 2013. — № 27. — С. 148—152.
- Феноменологічна та онтологічна специфіка сакрального мистецтва // Наук. вісник Чернівецького ун-ту: Зб. наук. праць. Вип. 706—707. Філософія. — Чернівці: Чернівецький нац. ун-т, 2014. — С. 289—294.
- Платонівська критика мистецтва в контексті становлення дискурсу репрезентації // Вісник національного університету «Львівська політехніка». Серія «Філософські науки». — 2014. — № 780. — С. 70–78.
- Естетичний вимір сакрального світовідношення // Науковий вісник Східноєвропейського національного ун-ту ім. Лесі Українки. — Серія «Філософські науки». — 2014. — № 16. — С. 96–102.
- Проблема образотворчої репрезентації божественного у ранньовізантійській патристиці // Гілея: науковий вісник. — 2015. — Вип. 95. — С. 290—293. (Фахове видання України).
- Теорія символічного образу в богослов'ї псевдо-Діоніся Ареопагіта та Максима Сповідника // Релігія та Соціум. Міжнародний часопис. — Чернівці: Чернівецький нац. ун-т, 2015. — С. 20–26.
- Час у сакральному вимірі: феноменологічний та екзистенціальний аспекти // Науковий вісник Східноєвропейського національного ун-ту ім. Лесі Українки. — Серія «Філософські науки». — 2014. — № 18. — С. 120—125.
- Поняття символу в контексті європейської філософсько-естетичної традиції // Актуальні проблеми філософії та соціології. — 2015. — Вип. 4. — С. 40–44.
- Становлення концепту репрезентації у філософсько-естетичному дискурсі // Наук. вісник Чернівецького ун-ту: Зб. наук. праць. Вип. 726—727. Філософія. — Чернівці: Чернівецький нац. ун-т, 2015. — С. 130—135.
- Golovei W. Ochrona dziedzictwa kulturowego przez Cerkiew na Ukrainie // Kulturowy wymiar integracij europejskey. — Lublin, 2016. — S. 64–72.
- Культурно-антропологічний потенціал сакрального досвіду: теоретико-методологічний аналіз / В. Ю Головей // Українські культурологічні студії: Зб-к наук. праць. — Київ: Вид-во «Київський університет», 2017. — Вип. 1. — С. 22–26.
- Перфомативні арт-практики в контексті антропології медіа/ В. Ю. Головей // Науковий вісник Східноєвропейського національного ун-ту імені Лесі Українки. Філософські науки. — 2017. — № 13-14. — С. 124—129.
- Концептуализация религиозного опыта в философии Семена Франка / В. Ю. Головей // Эпистемология религиозного опыта в философской мысли ХХ века / Redakcia: J. Dobieszewski, S. Krajewski, J. Mach. — Warshawa: wyd. Uniwersytetu Warshawskiego, 2018. — С. 177—189.
- Поняття «святість» у філософсько-релігійному дискурсі. В кн.: Святість людського життя. К.: ДУХ І ЛІТЕРА. 2019. — 400 с. (Серія «Українські богословські студії»). — С. 255—265.
- Соціокультурні передумови становлення відеоарту в контексті розвитку медіатехнологій / В. Ю. Головей, О. Рудь // Науковий вісник Східноєвропейського національного університету імені Лесі Українки. Луцьк: Вежа-Друк, 2019 — № 12 (396). — С. 48–52.
- Головей В. Ю., Столярчук Н. М. Українські художні музеї та галереї в часи пандемії: новий досвід культурного менеджменту. Українська культура: минуле, сучасне, шляхи розвитку. 2020. Вип. 35. С. 168—174.
- Golovei V. Social networks as a factor in the development of civil society in Ukraine / Viktoria Golovei, Andrii Kutsyk. European Journal of Transformation Studies, 2020, vol. 8, 109—125.
- Golovei V., Stoliarchuk N., Prigoda T. Culture, Arts and Media During and Post the Covid-19 Pandemic. European Journal of Transformation Studies 2020, Vol. 8, Supplement 1, 55–81.

## Громадська діяльність
Вікторія Головей — ініціаторка, організаторка і модераторка просвітницького проєкту «Арт-підготовка», що включає цикл публічних дискусій про сучасне мистецтво, його ґенезу, еволюцію, основні естетичні ідеї та ідеологічні принципи, стилі та персоналії. «Арт-підготовка» спирається на співпрацю культурологів, мистецтвознавців, художників-практиків та обговорення теми сучасного мистецтва з широкою громадськістю міста. Заходи проєкту відбувалися впродовж 2019—2020 років у Галереї мистецтв Волинської організації Національної спілки художників України.
Координаторка науково-просвітницької та культурно-мистецької співпраці кафедри культурології ВНУ імені Лесі Українки з Художнім музеєм м. Луцька та Музеєм сучасного українського мистецтва Корсаків.
Спікерка міжнародного онлайн-форуму Музею сучасного українського мистецтва Корсаків «МСУМК Art Forum» (25 лютого 2021).

## Нагороди
- Грамота Міністерства освіти і науки України (2007)
- Подяка прем'єр-міністра України (2010)
- Грамота Міністерства освіти і науки України (2019)